# Double Plaisir
Pour plus de détails, voir Fiche technique et Distribution.
Double Plaisir ou Hôtel Kleinhoff (Kleinhoff Hotel) est un film dramatique et érotique ouest-germano-italien réalisé par Carlo Lizzani et sorti en 1977.

## Synopsis
Pascale est une belle et riche Française mariée à un architecte. Tous deux voyagent souvent dans le monde entier pour des raisons professionnelles et sont donc éloignés l'un de l'autre.
Un jour, Pascale rate son avion pour Londres et doit donc demeurer à Berlin. Elle choisit de séjourner à l'hôtel Kleinhoff, où elle avait séjourné en tant qu'étudiante des années auparavant.
La chambre voisine est occupée par Alex, un jeune terroriste d'extrême-gauche en fuite qui se fait appeler Karl, traqué par la police allemande et chargé par son groupe d'éliminer Pedro, un traître présumé.
Pascale l'épie par l'entrebâillement d'une porte communiquant entre les deux chambres contiguës : le jeune extrémiste l'intrigue et elle est irrésistiblement excitée par les relations sexuelles entre Alex et Petra, son ex-petite amie devenue prostituée et toxicomane.
Sa curiosité et son attirance pour Alex deviennent si irrépressibles que Pascale renonce à son départ pour Londres afin de filer le jeune terroriste. C'est ainsi qu'elle se retrouve prise dans une descente de police alors que, ayant pisté Alex, elle se retrouve dans un club fréquenté par des militants politiques et sans papiers.
Libérée, elle retourne à l'hôtel Kleinhoff, où elle aborde Karl sous prétexte de l'informer de l'arrestation de Petra : leur relation sera immédiate et passionnée.

## Fiche technique
- Titre français : Double Plaisir (titre vidéo)
- Titre québécois : Hôtel Kleinhoff
- Titre original italien  : Kleinhoff Hotel[1]
- Réalisateur : Carlo Lizzani
- Scénario : Valentino Orsini, Faliero Rosati (it)
- Photographie : Gábor Pogány
- Montage : Franco Fraticelli
- Musique : Giorgio Gaslini
- Décors : Luciano Spadoni (it)
- Production : Renzo Ciabò, Marcello Lizzani
- Société de production : Trust International Film (Rome), Roxy Film (Munich)
- Pays de production :  Italie -  Allemagne de l'Ouest
- Langue originale : italien
- Format : Couleur par Eastmancolor - 2,35:1 - Son mono - 35 mm
- Durée : 105 minutes
- Genre : Drame érotique
- Dates de sortie :
  - Italie : 28 octobre 1977

## Distribution
- Corinne Cléry : Pascale Rostand
- Bruce Robinson : Karl/Alex
- Katja Rupé : Petra
- Werner Pochath : David, le terroriste
- Peter Kern : Erich Müller
- Michele Placido : Pedro
- Luigi Marturano
- Rodolfo Dal Pra
- Carole Fouanon

## Exploitation
Lors de la sortie du film en salles, Corinne Cléry, qui a participé à des scènes de sexe explicites avec Bruce Robinson, a assigné les sociétés de production et de distribution en justice, leur demandant de retirer l'accroche publicitaire du film « Vedrete in edizione integrale l'atto sessuale non simulato » (litt. « Vous verrez l'acte sexuel non simulé dans son intégralité »), se plaignant que cette phrase avaient porté atteinte à sa vie professionnelle et privée. Les deux sociétés ont répliqué en affirmant que dans le contexte de la libre circulation du cinéma pornographique, « il est ridicule de se préoccuper de tels détails » et en présentant au juge des séquences photographiques du film où l'on peut voir sans équivoque « le début de l'acte sexuel, avec pénétration ».

## Accueil critique
Selon Tullio Kezich, « Double Plaisir aurait pu offrir des pistes de réflexion intéressantes. Malheureusement, la facture du film, dont la vedette n'est pas par hasard une vedette du strip-tease, fait pencher la balance du côté de l'érotisme plutôt que de l'historico-politique ».
Selon Marco Giusti, « [...] certainement l'un des meilleurs films de Carlo Lizzani, écrit pour la partie engagement par Valentino Orsini et pour la partie voyeurisme Antonionesque par Faliero Rosati [...] les scènes de sexe sont remarquables et Corinne Cléry ne se contente pas de jouer la grande poupée ».
Selon Corrado Colombo du magazine de cinéma Nocturno, « Ce n'est ni un film d'art, ni un film de genre, ni un film de dénonciation, c'est juste ennuyeux et sans intérêt ».